# Spilosoma kasloa
Spilosoma kasloa là một loài bướm đêm thuộc phân họ Arctiinae, họ Erebidae.